# Chaetogammarus marinus
Chaetogammarus marinus är en kräftdjursart som först beskrevs av Leach 1815.  I den svenska databasen Dyntaxa används istället namnet Echinogammarus marinus. Enligt Catalogue of Life ingår Chaetogammarus marinus i släktet Chaetogammarus och familjen Gammaridae, men enligt Dyntaxa är tillhörigheten istället släktet Echinogammarus och familjen Gammaridae. Arten är reproducerande i Sverige. Inga underarter finns listade i Catalogue of Life.